# توقيت في القارة القطبية الجنوبية
تقع القارة القطبية الجنوبية على كل خط طول لأن القطب الجنوبي يقع في القارة. من الناحية النظرية ، ستكون القارة القطبية الجنوبية موجودة في جميع المناطق الزمنية ؛ ومع ذلك ، فإن المناطق الواقعة جنوب الدائرة القطبية الجنوبية تشهد دورات متطرفة ليلاً ونهارًا بالقرب من أوقات الانقلاب الشتوي في يونيو وديسمبر ، مما يجعل من الصعب تحديد المنطقة الزمنية المناسبة. لأغراض عملية ، عادة ما تستند المناطق الزمنية على المطالبات الإقليمية ؛ ومع ذلك ، تستخدم العديد من المحطات وقت الدولة التي تمتلكها أو المنطقة الزمنية لقاعدة التوريد الخاصة بها (على سبيل المثال ، قاعدة ماك موردو محطة أمندسن سكوت تستخدم توقيت نيوزيلندا نظرًا لأن قاعدة الإمداد الرئيسية الخاصة بها هي كرايستشيرش ، نيوزيلندا) . يمكن أن يكون للمحطات المجاورة مناطق زمنية مختلفة لأنها تنتمي إلى بلدان مختلفة. العديد من المناطق ليس لها منطقة زمنية حيث لم يتم تحديد أي شيء ولا توجد حتى أي مستوطنات مؤقتة بها أي ساعات. تم تصنيفها ببساطة مع التوقيت العالمي المنسق (UTC). 

## التوقيت الصيفي
بالنسبة للجزء الأكبر ، لا يتم ملاحظة التوقيت الصيفي في القارة القطبية الجنوبية لأن 95٪ من القارة تقع جنوب الدائرة القطبية الجنوبية وظاهرة شمس منتصف الليل تجعل استخدام التوقيت الصيفي غير ضروري ، وستزيد من تعقيد التواصل مع المدعي. دول في نصف الكرة الشمالي.
ومع ذلك ، هناك عدد قليل من المناطق مثل منطقة روس و ، سابقًا ، بالمر لاند ، تراقب وقت واستخدام التوقيت الصيفي للبلدان التي يتم توفيرها منها ، نيوزيلندا وتشيلي ، على التوالي. المناطق لديها التوقيت الصيفي خلال الصيف الجنوبي ، عندما يكون هناك الشتاء الشمالي ، بما في ذلك يناير.